# Донець Євгенія Яківна
Євгенія Яківна Донець (нар. 23 грудня 1913, тепер Криворізького району Дніпропетровської області — ?, місто Макіївка Донецької області) — українська радянська діячка, лікар рудникової лікарні міста Макіївки Сталінської (Донецької) області. Депутат Верховної Ради УРСР 4-го скликання.

## Біографія
Здобула вищу медичну освіту.
З кінця 1940-х років — лікар рудникової лікарні міста Макіївки Сталінської (Донецької) області.
Потім — на пенсії у місті Макіївці Донецької області.

## Нагороди
- ордени
- медалі